# La ragazza cieca
La ragazza cieca (The Blind Girl) è un dipinto a olio su tela (82,6×62,2 cm) del pittore preraffaellita John Everett Millais, realizzato nel 1856 e conservato nella galleria d'arte di Birmingham, nel Regno Unito.

## Storia e descrizione
L'opera, realizzata da Millais a Perth, raffigura due giovani donne, probabilmente sorelle, che siedono al di sotto di un cielo ingombro di nuvole. Di queste, la fanciulla a destra è intenta ad ammirare il paesaggio che le si apre davanti; sua sorella, tuttavia, non può partecipare alla contemplazione del panorama, essendo cieca. Malgrado la sua cecità, i suoi altri quattro sensi sono ben attivi; la sua testa, infatti, è leggermente sollevata, come se stesse odorando gli effluvi dei fiori trasportati dal vento, e con le dita sta palpando l'erba fresca. La sussistenza di ambedue le fanciulle è garantita dalla concertina posata sulle ginocchia della ragazza cieca, che pertanto si rivela essere una musicista; sul collo di quest'ultima, inoltre, è collocato un fascio recante la scritta «PITY THE BLIND». Diversi animali, infine, completano la scena; una piccola farfalla che si posa sul velo della donna ipovedente e diversi corvi, presagi della morte imminente, che riposano nei campi.
Il dipinto, completato da Millais a Perth, fu esposto per la prima volta alla Royal Academy nel 1856, per poi apparire l'anno successivo nella galleria d'arte di Liverpool, dove vinse un premio di cinquanta sterline. Il pathos trasportato da quest'opera si guadagnò i plausi del preraffaellita Dante Gabriel Rossetti, che in una lettera del 1856 indirizzata all'amico William Allingham constatò che si trattava «di una delle cose più commoventi e perfette che abbia mai visto».
Il pennello di Millais, in effetti, ha ricolmato La ragazza cieca di un senso di melanconia e scoramento, sentimenti enfatizzati dalla tavolozza adottata in questo dipinto; le vesti sbiadite delle due ragazze, che insieme seguono uno schema piramidale, fa pendant ai toni pallidi del paesaggio retrostante. Ciò malgrado in fondo alla scena si irraggia lo spettro dell'arcobaleno, che porta con sé un vago senso di speranza, non potendo essere visto dalla ragazza cieca; la quiete dello sfondo, infine, ci suggerisce che quest'ultima, malgrado i suoi travagli fisici, vive una condizione di beatitudine e placidità.